# Katharina Hammerschmidt
Katharina Hammerschmidt (* 14. Dezember 1943 in Danzig; † 29. Juni 1975 in West-Berlin) war Mitglied der ersten Generation der Terrororganisation Rote Armee Fraktion (RAF).

## Leben

### RAF
1970 kam Hammerschmidt über ihre Freundin Gudrun Ensslin zur RAF. Sie unterstützte die Terrororganisation in erster Linie durch die Bereitstellung von Unterschlupf und als Kurierin. Bereits kurze Zeit später wurde sie steckbrieflich gesucht und floh nach Frankreich. Ihr wurde vorgeworfen, „Waffen für die Terroristen weitergeleitet und unter falschem Namen konspirative Wohnungen angemietet [zu] haben“. Auf Rat ihres Rechtsanwaltes Otto Schily kehrte sie jedoch bald darauf nach Deutschland zurück und stellte sich am 29. Juni 1972 der Justiz. Schily hatte erwartet, dass Hammerschmidt vernommen, dann aber in Freiheit entlassen werden würde. Bereits bei Haftantritt klagte sie über Gesundheitsbeschwerden, nach einer ergebnislosen Untersuchung wurden „der Patientin im wesentlichen Beruhigungs- und Abführmittel verordnet“.

### Tod
In der Haft erkrankte sie an Krebs, an dessen Folgen sie genau drei Jahre nach ihrer Festnahme verstarb. Ihr Anwalt und zahlreiche Sympathisanten, aber auch unabhängige Mediziner warfen den Anstaltsärzten vor, notwendige Untersuchungen und Behandlungen versäumt zu haben und dadurch die Verantwortung für Hammerschmidts Tod zu tragen.
Bereits im August 1973 wurden bei einer routinemäßigen Untersuchung durch einen Anstaltsarzt Röntgenbilder angefertigt, auf denen Wucherungen zu erkennen waren. Der Wochenzeitung Die Zeit zufolge wurden „schmale Verschattungen rechts und links“ festgestellt und vom Arzt übersehen. Nach einer Verschlechterung ihres Gesundheitszustands begab sich Hammerschmidt Ende September 1973 in anstaltsärztliche Untersuchung. Sie klagte über erhebliche Halsschmerzen, Heiserkeit und einen geschwollenen Hals. Nach Blutentnahme und Analyse, Röntgenaufnahmen und Betreuung durch zwei Anstaltsärzte, darunter auch der Internist Hans Loeckell, wurde festgestellt, dass alles in Ordnung sei. Ihr Gesundheitszustand wurde mit dem Ende Juni 1973 beendeten Hungerstreik erklärt, außerdem mit Rufen durch das Gefängnisfenster. Eine unbeteiligte Mitgefangene kommentierte den Gesundheitszustand so: „Zwischen ihrem Kinnladen und dem Hals [war] überhaupt kein Übergang mehr sichtbar.“
Aus dem offenkundig schlechten Gesundheitszustand erwuchs Empörung. So beteiligten sich vor allem unpolitische Gefangene Anfang Oktober 1973 an „Radau“ innerhalb der Anstalt, um eine Untersuchung durch einen Spezialisten herbeizuführen. Ein Referendar bei Schily, der medizinischer Laie war, begründete den später abgelehnten Antrag auf Untersuchung mit einem Verdacht auf einen Tumor. Einen Monat später war der Hals um weitere drei Zentimeter angeschwollen. Der daraufhin hinzugezogene Spezialist stellte schnell einen Tumorverdacht fest und verlangte weitere Untersuchung. Ende November erlitt Hammerschmidt einen Erstickungsanfall, woraufhin sie erst in ein Krankenhaus eingeliefert wurde; dort war ihr Gesundheitszustand bereits sehr kritisch. Schily erstattete Anzeige gegen die Anstaltsärzte wegen versuchten Mordes. Die von 131 Medizinern unterzeichnete Anzeige erklärte, dass „sich dies [das Übersehen des Tumors] […] nicht mit ungenügenden medizinischen Kenntnissen erklären [läßt]“. Der behandelnde Arzt erklärte, dass „seinerzeit der inzwischen kindskopfgroße Tumor möglicherweise noch zu operieren gewesen sei“. Er bezeichnete das Wirken seiner Kollegen als "Medizinisch unverständlich." Die Anklage wurde „abgeschmettert“.
In einem Prozess nach ihrem Tod verurteilte das Landgericht Berlin das Land Berlin wegen „schuldhafter Verletzung der Amtspflicht“ zur Zahlung von 5000 D-Mark an die Angehörigen Hammerschmidts und gab der Gefängnisleitung damit eine Mitschuld an ihrem Tod.

#### Bedeutung nach ihrem Tod
Das RAF-Kommando, das am 27. März 1993 einen Sprengstoffanschlag gegen die JVA Weiterstadt durchführte, gab sich den Namen „Kommando Katharina Hammerschmidt“. In dem Schreiben, in dem die RAF im März 1998 ihre eigene Auflösung erklärte, wird Katharina Hammerschmidt trotz ihrer vergleichsweise unbedeutenden Rolle namentlich als Opfer des „bewaffneten Kampfes“ erwähnt.